# Waage von Haarlem

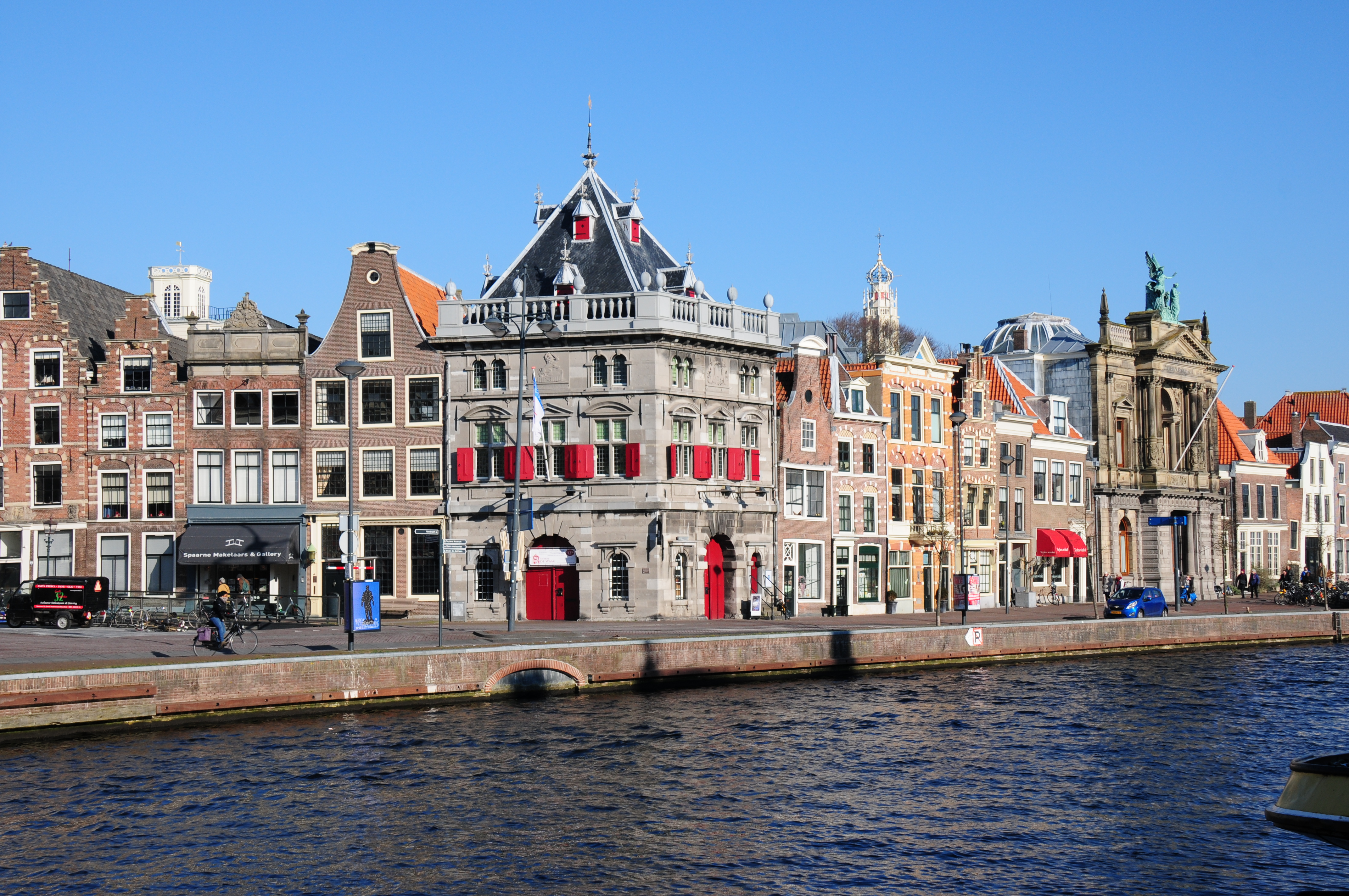
Die Waage von Haarlem 2017

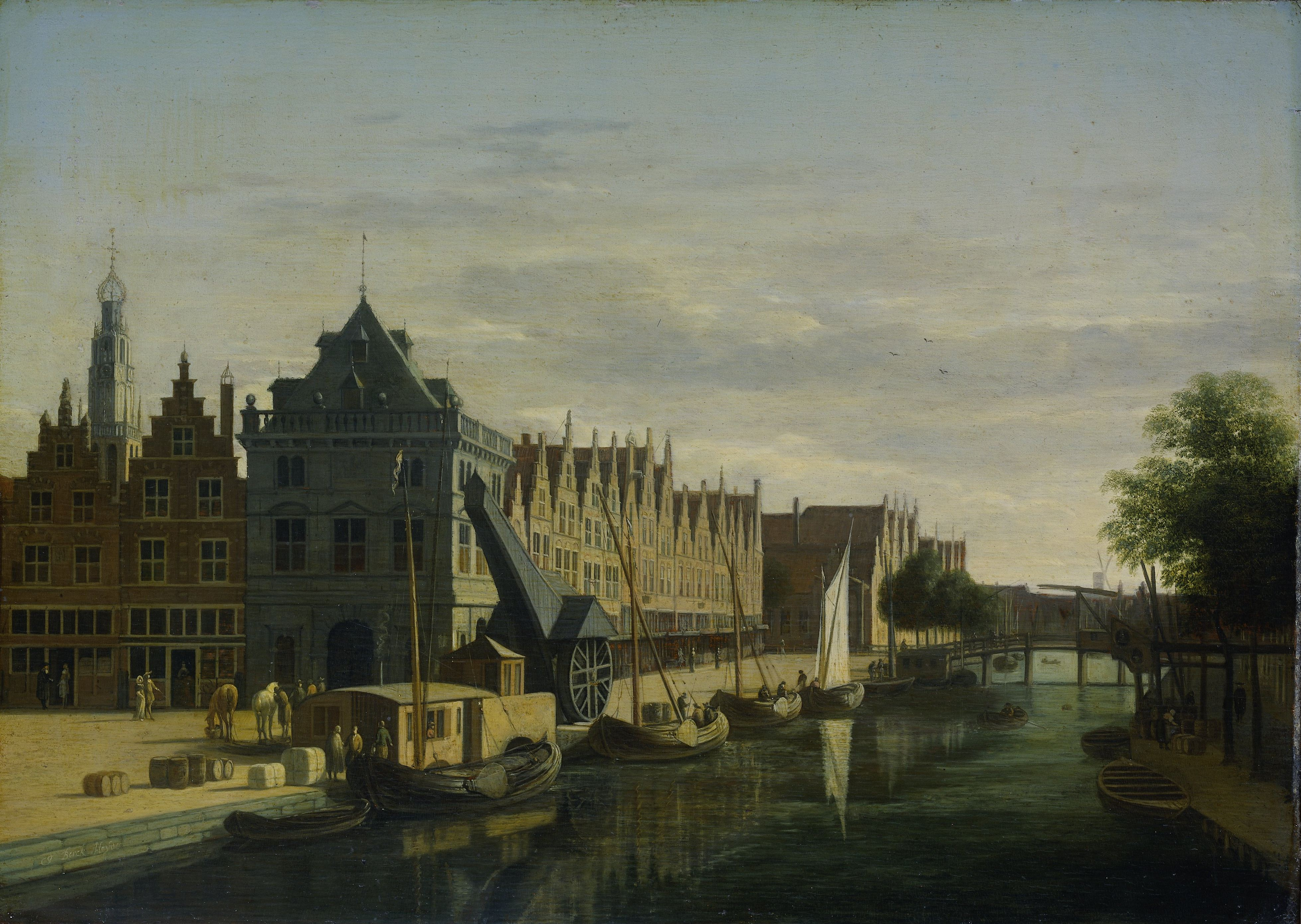
Gemälde von Gerrit A. Berckheyde, 2. Viertel 17. Jh.

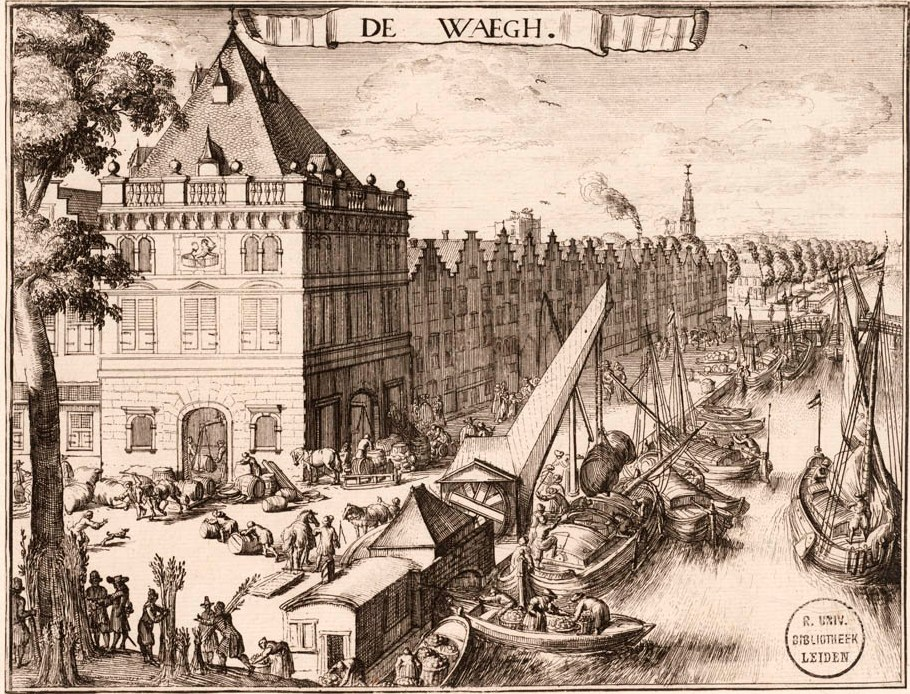
Zeichnung der Waage von Haarlem und deren Umgebung von Romeyn de Hooghe, 1690

Die Waage von Haarlem (1598) nimmt mit ihrer äußeren Erscheinung an der Ecke des Kais der Spaarne zur Damstraat eine markante Stellung in der Stadt ein. Bautypologisch handelt es sich um das älteste monofunktionale Waaggebäude in Holland.

## Geschichte
Die Waage von Haarlem entstand 1598 nach dem Entwurf des Stadtbaumeisters Lieven de Key. Sie steht an der östlichen Ecke des Baublocks, wo die Straße zum Markt (Damstraat) am Kai der Spaarne einmündet. Dort ist die gegenüberliegende Bebauung am Kai zurückgezogen, so dass vor der Waage eine platzartige Aufweitung entsteht. Gegenüber der Waage standen direkt an der Kaimauer ein Kran und eine Wippe zum Entladen der auf Booten entlang der Spaarne herangeschafften und zum Wiegen bestimmten Waren. Diese Ecke ist auf dem Gemälde von Gerrit Adriaenszoon Berckheyde (1638–1698) festgehalten und gilt als eine der schönsten Stadtansichten von Holland.
Der Grundriss der Waage von Haarlem ist mit etwa 10 auf 10 Metern relativ klein. Auf diesem Raum waren ursprünglich in jeder der beiden Torachsen je eine Balkenwaage starr aufgehängt. Im Gegensatz zu der relativ kleinen Grundfläche hat das Gebäude insgesamt drei Geschosse, von denen die beiden oberen in für den Bautyp charakteristischer Weise mit wechselnden Nebenfunktion belegt waren. Jedenfalls entwickelte das Gebäude mit seinem steilen Walmdach eine besondere Höhe, so dass es ursprünglich die anschließenden Wohnhäuser deutlich überragte. Die beiden spiegelbildlichen Fassaden sind zudem durch die Verwendung des graublauen belgischen Kalksteins und den plastischen Bauschmuck im Stil der Renaissance gegenüber der Nachbarbebauung hervorgehoben.
Innerhalb der Typologie des Bautyps Waage gehört das Haarlemer Beispiel zum Turmtyp. Unter den entsprechenden Gebäuden bildet die Haarlemer Waage den Prototyp und gleichzeitig das älteste Beispiel für den monofunktionale Bautyp Waage in Holland. Da bei dem Turmtyp offensichtlich die Zeichenfunktion im Vordergrund beziehungsweise die Waagfunktion im Hintergrund stand, blieb die Nachfolge mit der Waage von Makkum auf ein einziges Beispiel beschränkt.
Die Waage von Haarlem zeigt sich seit der Rekonstruktion der zu Anfang des 19. Jahrhunderts entfernten Balustrade seit 1988 wieder weitgehend in ihrer ursprünglichen Erscheinung. Im Innenraum sind die beiden ursprünglichen eisernen Balkenwaagen noch vorhanden. Die Nachnutzung des Gebäudes erfolgt heute als Restaurant.
Die Waage von Haarlem spielt auch eine interessante wissenschaftsgeschichtliche Rolle. Hundert Jahre lang stritt sich die Forschung nämlich, ob der Entwurf von dem für die Planung städtischer Bauten zuständigen Stadtbaumeister Lieven de Key oder von zwei Malern stammte, die für die Anfertigung von Entwurfszeichnungen für das Gebäude bezahlt wurden. Mit den Untersuchungen von Karl Kiem konnte dann 1996 nachgewiesen werden, dass die ausgeführte Fassade einer Änderung der ursprünglichen Planung zugrunde liegt, womit die Tätigkeit der beiden Maler eindeutig auf das Kopieren von Architektenzeichnungen zurückgeführt werden und Lieven de Key ohne Zweifel als Entwerfer der Waage von Haarlem gelten darf.